# Efferia dubia
Efferia dubia este o specie de muște din genul Efferia, familia Asilidae. A fost descrisă pentru prima dată de Samuel Wendell Williston  în anul 1885.
Este endemică în Arizona. Conform Catalogue of Life specia Efferia dubia nu are subspecii cunoscute.